# NGC 2415
NGC 2415 este o galaxie situată în constelația Linxul. A fost descoperită în 10 martie 1790 de către William Herschel. Se află la o distanță de 57,2 de megaparseci de Pământ.